# 房総フラワーライン
房総フラワーライン（ぼうそうフラワーライン）とは、千葉県の房総半島の南部にある道路の愛称であり、千葉県道257号と国道410号及び千葉県道297号の一部を指す。

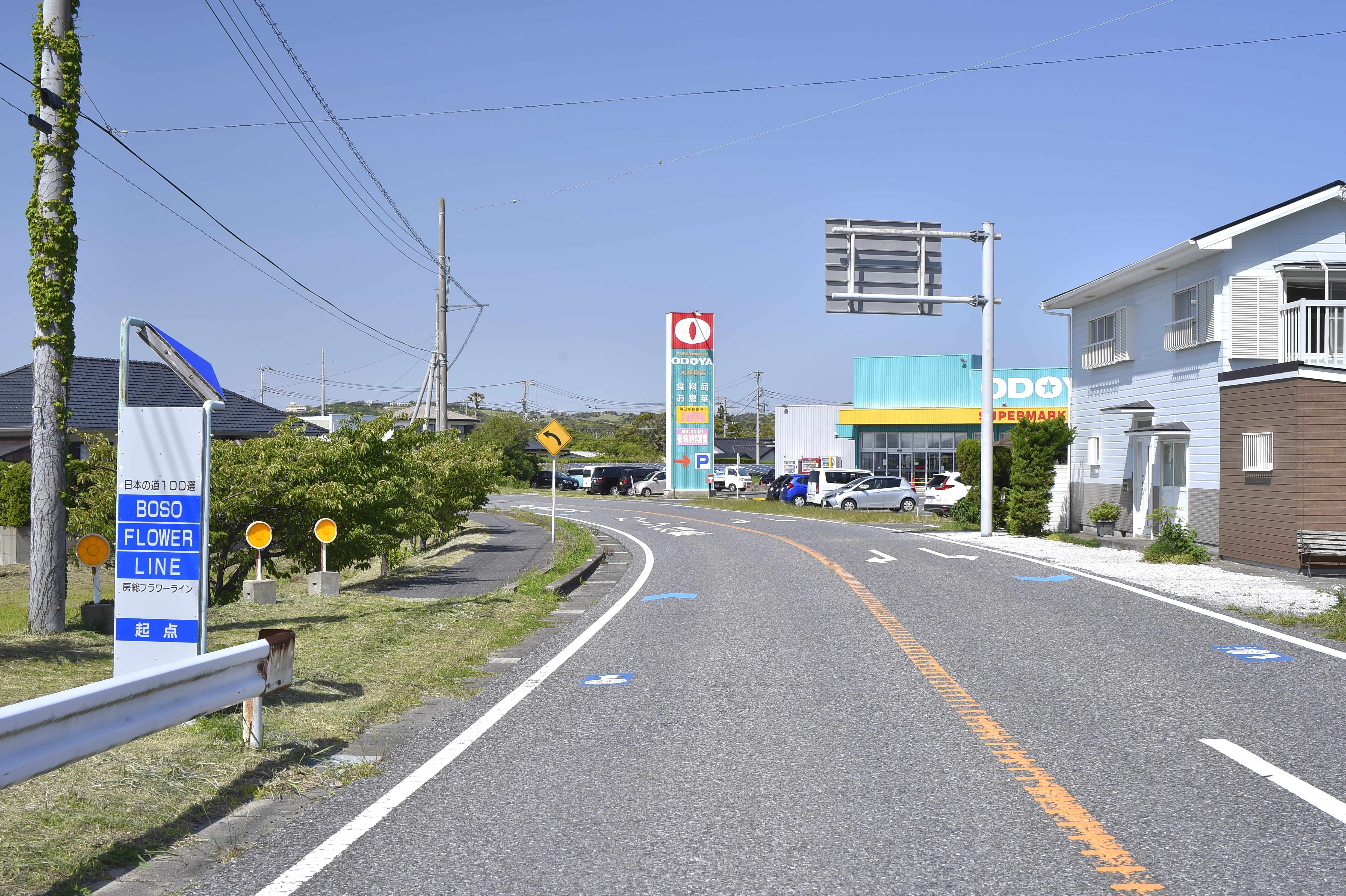
房総フラワーライン（第1フラワーライン）起点（館山市大神宮）

## 概要

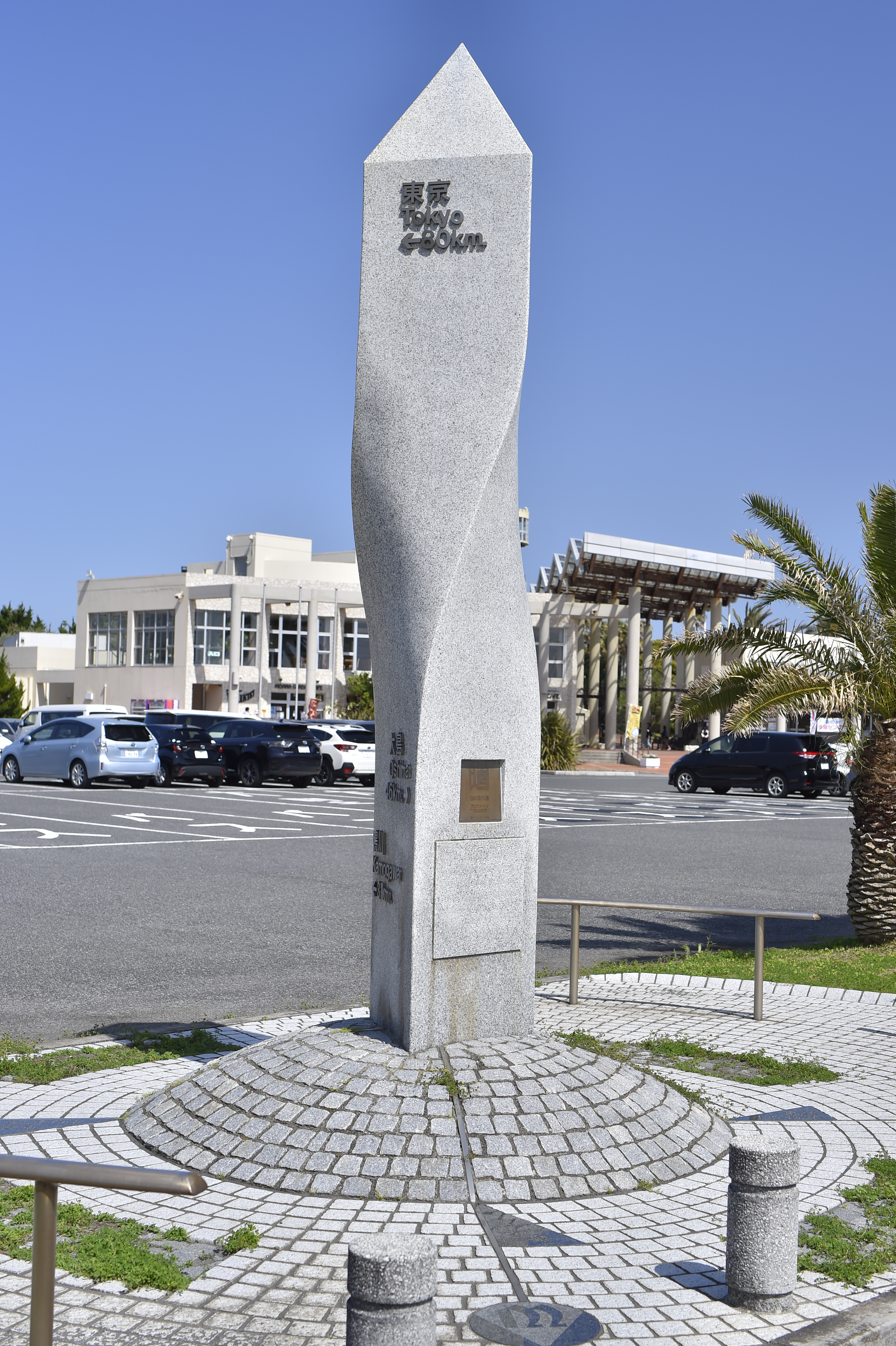
房総フラワーラインの「日本の道100選」顕彰碑

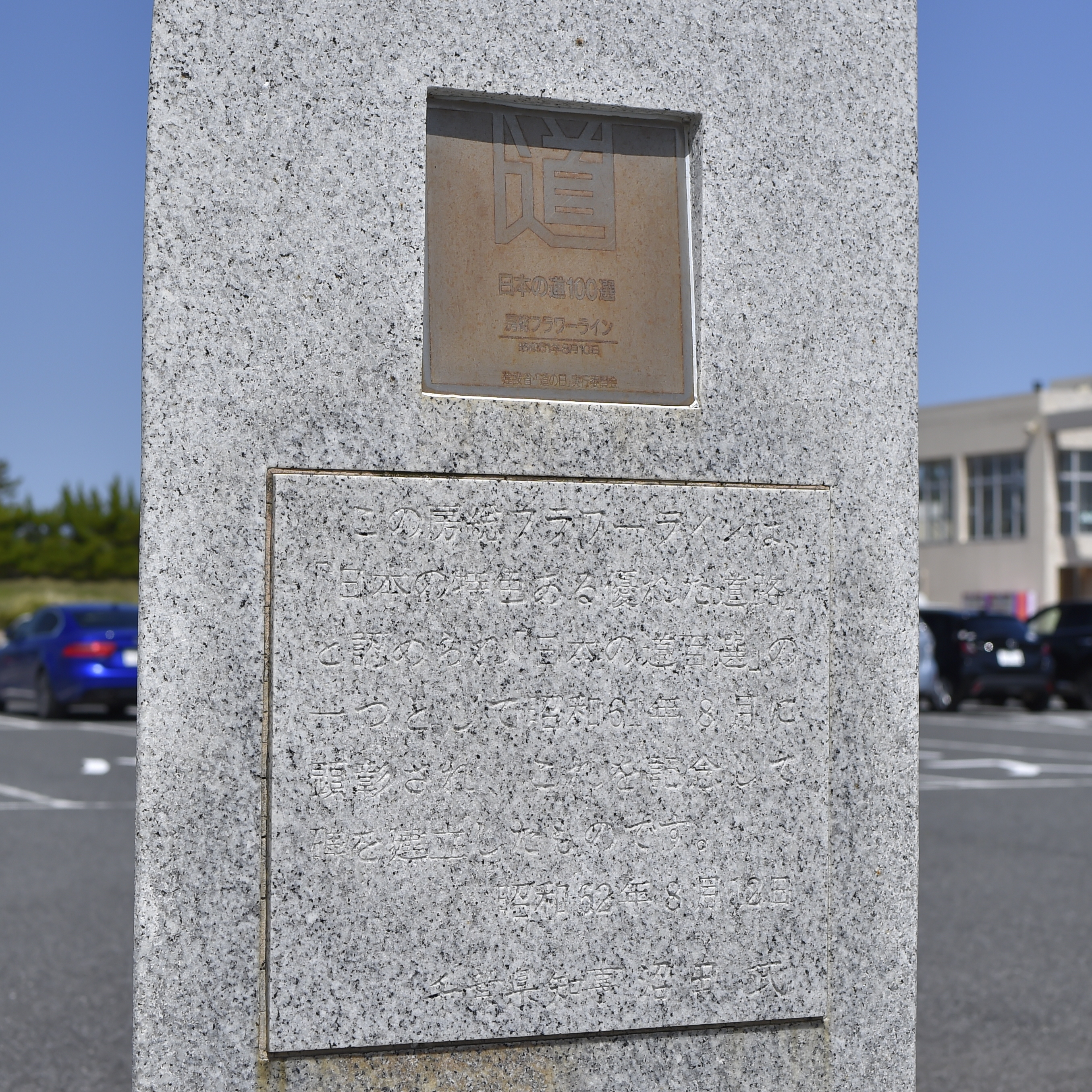
「日本の道100選」顕彰碑プレート

千葉県房総半島の先端部をぐるりと周回する道路の愛称名。館山市街地に近い下町交差点から、千葉県道257号南安房公園線・国道410号・千葉県道297号和田丸山線をつないで、海岸線沿いに房総半島最南端を通り南房総市白浜町の野島崎を経て、さらに同市内の千倉町矢原から和田町松田のフラワーライン入口交差点に至る、延長22.9キロメートル (km) 区間の千葉県道路愛称名である。1966年（昭和41年）3月に完成した。

### 第1フラワーライン
館山市館山の下町交差点から相浜（あいのはま）交差点までの千葉県道257号南安房公園線で、このうち館山市伊戸 - 相浜間の6.6 kmは、旧建設省と「道の日」実行委員会により制定された、日本の道100選に選定されている。毎年1月に、館山市などの関係団体が主催する館山若潮マラソンが開催されており、県内外から数千人のランナーが参加するイベント道路にもなっている。

### 第2フラワーライン
相浜以東の区間で、相浜から国道410号に入り、南へそのまま進むと南房総市白浜町根本で海沿い方向へ分岐する国道410号と分かれて南房総市道になる。白浜町根本から白浜の住宅街の中を通る南房総市道に変わり、野島崎付近の集落を通って白浜町白浜で再び国道410号と合流する。野島崎を通過後は房総半島に沿って北上し、JR東日本・内房線も走る千倉へと繋がる。白浜町白浜から白子までが国道410号で、白子からは千葉県道297号和田丸山線に入り、国道128号に突き当ったフラワーライン入口交差点で終わる。

## 地理
その名の通り沿道には、冬の1月から2月にかけて植栽された菜の花が咲き乱れ、その他の季節でもサザンカ、アジサイ、カンナ、ポピー、マリーゴールドなどの四季折々の花々を見ることができる。房総半島の最南端付近のルートは、海岸線沿いに走る国道410号よりもやや内陸側に入った南房総市の市道が房総フラワーラインに指定された道路である。
道路から太平洋を望むと、伊豆半島や伊豆大島を一望することができる。館山市の洲崎の房総フラワーライン入口近くにある洲崎の御手洗山には、房総屈指の名社で、源頼朝が妻・北条政子の安産を祈願したと伝えられる洲崎神社がある。また、吾谷山（あづちやま）の中腹には安房神社が建ち、安房自然村や館山野鳥の森が隣接する。
道路沿線には観光地や飲食店が点在しており、冬でも比較的温暖な地域であるため、週末は南房総に向かって多くのライダーが訪れる地域でもある。